# Mal Abrigo
Mal Abrigo es una localidad uruguaya del departamento de San José.

## Ubicación
La localidad se encuentra ubicada en la zona oeste del departamento de San José, sobre la cuchilla de San José, y en km 124 de la ruta 23. Dista 35 km de la capital departamental San José de Mayo.

## Historia
Mal Abrigo surgió a partir de la extensión de las líneas de ferrocarril que unieron San José de Mayo con Rosario y Puerto Sauce, que entró en servicio el 27 de agosto de 1899, y la línea Mal Abrigo–Mercedes, que comenzó a funcionar en 1902. Las tierras que ocupó la estación fueron adquiridas por la compañía del Ferrocarril Central del Uruguay, el 17 de agosto de 1898 a Ramón Aydó y Carvis, y el 21 de febrero de 1900 a Bautista Echeverría. La estación Mal Abrigo se situó en el km 131 de la vía férrea, mientras que entre ella y el camino nacional que llevaba a Mercedes fue surgiendo un núcleo poblado llamado Santa Exequiela. El primer fraccionamiento fue realizado en diciembre de 1899, según plano del agrimensor Manuel D. Rodríguez, y en éste se crearon las primeras 5 manzanas. Las tres primeras calles de la joven localidad llevaron los nombres de Aparicio Saravia, Manuel Oribe y Juan Antonio Lavalleja. En 1907 comenzó a funcionar la primera escuela pública de la localidad, la escuela N.º 60. Posteriormente se llevó a cabo el fraccionamiento de las restantes manzanas, sin embargo recién en abril de 1958 el agrimensor Peter Alvez confeccionó un plano general del actual pueblo.
En 1931 fue instalada la Junta Local, que en sus comienzos funcionó en un local particular hasta 1962, año en que fue trasladada a un local propio. El 1 de julio de 1935, fue presentado ante la Cámara de Representantes un proyecto de ley por el cual se elevaba a la categoría de pueblo con el nombre Manuel Artigas al núcleo de población denominado Mal Abrigo, sin embargo el proyecto, aprobado en la Cámara de Representantes el 17 de marzo de 1936 no fue sancionado. El 9 de septiembre de 1977 fueron inauguradas en Mal Abrigo 52 viviendas construidas por MEVIR, lo que permitió la ampliación del pueblo.

## Población
La localidad cuenta con una población de 344 habitantes, según el censo del año 2011.
| 346           | 231 | 331 | 412 | 370 | 344 |
| (Fuente: INE) |     |     |     |     |     |

## Economía
La localidad se encuentra ubicada en una zona netamente rural, siendo la principal fuente laboral el empleo en las explotaciones agropecuarias de su entorno, sobre todo medianas y grandes extensiones que se dedican a la cría de ganado.